# Mikroregion Ijuí

Mikroregion Ijuí

Mikroregion Ijuí – mikroregion w brazylijskim stanie Rio Grande do Sul należący do mezoregionu Noroeste Rio-Grandense. Ma powierzchnię 5.134,8 km²

## Gminy
- Ajuricaba
- Alegria
- Augusto Pestana
- Bozano
- Chiapetta
- Condor
- Coronel Barros
- Coronel Bicaco
- Ijuí
- Inhacorá
- Nova Ramada
- Panambi
- Pejuçara
- Santo Augusto
- São Valério do Sul